# Pleins Feux sur l'assassin
Pleins Feux sur l'assassin és una pel·lícula francesa dirigida per Georges Franju, estrenada el 1961.

## Argument
La majoria dels hereus del comte de Kerlosquen van morir d'una mort violenta al castell per la qual havien d'assegurar el manteniment i les despeses, la mort del comte –el cos del qual no es va trobar– només es va poder declarar al final d'un període de cinc anys.

## Repartiment
- Pierre Brasseur: el comte de Kerlosquen
- Pascale Audret: Jeanne
- Marianne Koch: Edwige
- Jean-Louis Trintignant: Jean-Marie
- Jean Babilée: Christian
- Dany Saval: Micheline
- Philippe Leroy-Beaulieu: André
- Jean Ozenne: Guillaume
- Georges Rollin:Claude
- Gérard Buhr: Henri
- Serge Marquand: Yvan
- Maryse Martin: Marthe
- Lucien Raimbourg: Julien
- Robert Vattier: El notari

## Producció
La pel·lícula constitueix l'última de les tres col·laboracions entre l'actor Pierre Brasseur i el director Georges Franju. Com a mostra de la seva gran popularitat, l'actor s'esmenta primer als crèdits, per només uns minuts d'actuació, principalment al començament de la pel·lícula.
El castell fictici de Kerlosquen és, en realitat, una barreja de dos castells del Loira Atlàntic, el de Goulaine i el de Bretesche, especialment per als plans que mostren el llac.
Kerlosquen és en realitat una petita ciutat al sud de Finisterre, a prop de la punta de Beg-Meil, d'aquí l'arribada de Jean-Marie i Micheline a l'inici de la pel·lícula, que condueixen per la platja al seu Austin Healey. La narració de la pel·lícula vol, doncs, situar l'acció molt més a l'oest de Bretanya que la ubicació real dels castells originals, com també mostra l'escena de la processó funerària entre els menhirs de Carnac.
El lloc del so (i la música de Maurice Jarre) és molt acurat en la posada en escena, la trama gira al voltant de la instal·lació d'un elaborat sistema de so i llum al castell.